# Caribbula elongata
Caribbula elongata is een eenoogkreeftjessoort uit de familie van de Thompsonulidae. De wetenschappelijke naam van de soort is voor het eerst geldig gepubliceerd in 1988 door Gee.